# 미나미유후촌
미나미유후촌(南由布村)은 오이타현 하야미군에 있던 촌이다. 현재의 유후시의 일부에 해당한다.